# Le Villi
Le Villi (dt.: Die Willis) ist die erste Oper (Originalbezeichnung: „Opera ballo“) von Giacomo Puccini. Das Libretto schrieb Ferdinando Fontana nach der Erzählung Les Willis (1835) von Alphonse Karr. Sie wurde am 31. Mai 1884 als Einakter im Teatro dal Verme in Mailand uraufgeführt. Kurz darauf erweiterte Puccini die Oper auf zwei Akte. Die Uraufführung dieser Fassung fand am 26. Dezember 1884 im Teatro Regio in Turin statt.

## Handlung
Im Haus des Försters Guglielmo Wulf feiert man die Verlobung seiner Tochter Anna mit Roberto. Roberto muss bald danach einer Erbschaft wegen nach Mainz reisen. Dort verfällt er einer Verführerin und lebt mit dieser zusammen. Anna fühlt sich von ihm verraten und stirbt aus Gram. Ihre Seele vereinigt sich mit den Willis, den Seelen toter Frauen, die ein ähnliches Schicksal erlitten. Guglielmo beschwört den Geist seiner Tochter, sich zu rächen. Roberto kehrt voller Reue zurück, wird von den Willis in einen rasenden Tanz verwickelt und bricht tot zusammen.
Die folgende Inhaltsangabe basiert auf dem Libretto der zweiaktigen letzten Fassung.

### Erster Akt
Eine Lichtung im Wald. Auf der rechten Seite im Vordergrund steht Guglielmos bescheidenes Haus. Im Hintergrund auf der linken Seite ist ein Pfad, der über steiniges Gelände in den tiefen Wald führt. Eine kleine Brücke überspannt eine Vertiefung von der einen bis zur anderen Seite. Es ist Frühling. Die Bäume blühen, und überall sind Blumengirlanden aufgehängt. In der Nähe des Hauses steht ein gedeckter Tisch mit Essen, Flaschen und Gläsern. Unter einem Stuhl in der Nähe des Hauses liegt Robertos Koffer. Guglielmo, Anna und Roberto sitzen am oberen Ende des Tisches. Roberto trägt Reisekleidung.
Szene 1. Die Bergbewohner feiern die Verlobung Annas und Robertos (Chor: „Evviva i fidanzati!“). Der bislang mittellose Roberto hat reich geerbt und muss für die Formalitäten noch am selben Abend nach Mainz abreisen. Guglielmo und Anna tanzen und verlassen dabei die Bühne. Die anderen folgen ihnen. Nach einer Weile kehrt Anna allein mit einem Strauß Vergissmeinnicht zurück.
Szene 2. Traurig über die Abreise ihres Bräutigams legt Anna den Blumenstrauß in seinen Koffer (Szene und Romanze Anna: „Se come voi piccina“).
Szene 3. Roberto ertappt sie dabei, dankt ihr und bittet sie um Lächeln als weiteres Andenken. Anna erzählt ihm von bösen Vorahnungen. Sie hatte in der vergangenen Nacht geträumt, dass er starb, während sie auf ihn wartete (Duett Anna/Roberto: „Non esser, Anna mia, mesta sì tanto“). Roberto beruhigt sie. Sie solle eher an Gott als an seiner Liebe zweifeln („Tu dell’infanzia mia“).
Szene 4. Die Bergbewohner kehren mit Guglielmo zurück und drängen Roberto zum Aufbruch (Chor: „Presto!… Presto!… In viaggio!“). Sie wollen ihn bis zum Waldrand begleiten. Guglielmo beginnt ein Gebet, in das die anderen einstimmen (Gebet: „Angiol di Dio, che l’ali“). Alle verabschieden sich.

### Zweiter Akt

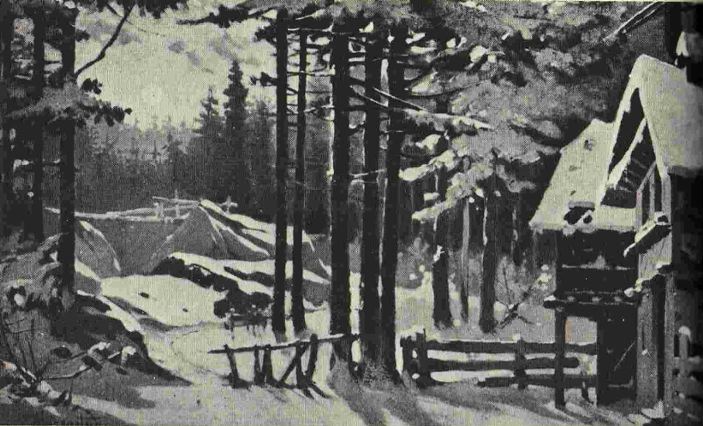
Skizze zum zweiten Akt
(Adolfo Hohenstein)

Intermezzo 1. Das Verlassen. Der Erzähler berichtet, dass Roberto in Mainz von einer „Sirene“ verführt wurde und seine Liebe zu Anna vergaß. Diese wartete vergebens und starb schließlich im Winter aus Kummer. Hinter einem Schleier auf der Bühne zieht zum Gesang eines unsichtbaren Frauenchores („Come un giglio reciso“) der Trauerzug von Guglielmos Haus über die Lichtung.
Intermezzo 2. Der Hexensabbat. Der Erzähler erinnert an eine Sage aus dem Schwarzwald: Immer wenn ein Mädchen aus Liebe sterbe, kommen Hexen, die Willis, aus dem Wald und tanzen den untreuen Liebhaber zu Tode. Dieses Schicksal drohe diese Nacht auch Roberto, denn nachdem er von seiner Geliebten verlassen wurde, habe er beschlossen, in den Wald zurückzukehren.
Während des zweiten Teils wird die Waldlandschaft des ersten Aktes wieder sichtbar, aber es ist Winter. Es ist Nacht. Die kahlen leblosen Bäume sind mit Schnee beladen. Der Himmel ist klar und voller Sterne: Der Mond scheint auf die finstere Umgebung. Die Willis kommen zum Tanz. Irrlichter gehen ihnen voraus. Sie erscheinen auf allen Seiten und schweben über der Szene.
Szene 1. Guglielmo sitzt in tiefen Schmerz versunken vor seiner Haustür. Er sehnt sich nach Rache an dem untreuen Ehemann seiner Tochter. Falls sie sich den Willis angeschlossen habe, möge sie ihn bei Sonnenuntergang erwarten. Zugleich bittet er Gott um Vergebung für diesen Gedanken (Guglielmo: „Anima santa della figlia mia“).
Szene 2. Hinter der Bühne sind die Stimmen der Willis zu hören, die auf Roberto warten. Als er auf die Brücke tritt, erscheinen ihm die Willis, die er als Halluzinationen verscheucht. Reuevoll denkt er an die glücklicheren Tage seiner Liebe zurück (Romanze Roberto: „Torna ai felici dì“). Dann läuft er auf das Haus zu, um anzuklopfen, zögert aber, wie von einer unbekannten Macht zurückgehalten. Die Willis rufen nach ihm. Roberto versucht, ein Gebet zu sprechen, doch will ihm auch das nicht mehr gelingen. Da vernimmt er hinter der Bühne die Stimme Annas.
Szene 3. Der Geist Annas erscheint und wirft Roberto sein Verhalten vor (Duett Anna/Roberto: „Tu dell’infanzia mia“). Der nähert sich ihr schmerzerfüllt und zwanghaft. Anna öffnet ihre Arme zu einer Umarmung. Die Willis umkreisen die beiden in einem wilden Tanz und verschwinden dann.
Szene 4. Hinter der Bühne rufen die Geister Roberto zu, dass sie auf ihn warten und er nicht mit Gnade rechnen könne (Chor: „Qui noi t’aspettiam, traditor…“). Roberto fällt erschöpft vor Annas Füßen zu Boden und stirbt. Die Willis rufen „Hosianna!“

## Gestaltung

### Instrumentation
Die Orchesterbesetzung der Oper enthält die folgenden Instrumente:
- Holzbläser: Piccolo, zwei Flöten, zwei Oboen, Englischhorn, zwei Klarinetten, zwei Fagotte, Kontrafagott
- Blechbläser: vier Hörner, zwei Trompeten, zwei Kornette, Piston, drei Posaunen, Cimbasso, Basstuba
- Pauken, Schlagzeug: Große Trommel, Becken, Triangel, Glocke in cis’, Tamtam
- Glockenspiel
- Harfe
- Streicher

### Musiknummern
Die Oper enthält in der zweiaktigen Fassung die folgenden Musiknummern:
- Nr. 1. Präludium

Erster Akt
- Nr. 2. Introduktion (Chor): „Evviva i fidanzati!“ (Szene 1)
- Nr. 3. Szene und Romanze (Anna): „Se come voi piccina“ (Szene 2)
- Nr. 4. Duett (Anna/Roberto): „Non esser, Anna mia, mesta sì tanto“ – „Tu dell’infanzia mia“ (Szene 3)
- Nr. 5. Chor: „Presto!… Presto!… In viaggio!“ (Szene 4)
  - Gebet (Guglielmo, tutti): „Angiol di Dio, che l’ali“

Zweiter Akt
- Nr. 6. Sinfonischer Teil, Tempo I: L’abbandono/Das Verlassen (Erzähler): „Di quei giorni a Magonza una sirena“ (Intermezzo 1)
  - Frauenchor: „Come un giglio reciso“
- Nr. 7. Sinfonischer Teil, Tempo II: La tregenda/Der Hexensabbat (Erzähler): „V’è nella Selva Nera una leggenda“ (Intermezzo 2)
- Nr. 8. Präludium (Guglielmo): „No, possibil non è che invendicata“ (Szene 1)
  - (Guglielmo): „Anima santa della figlia mia“ (Szene 1)
- Nr. 9. Dramatische Szene (Chor, Roberto): „Ei giunge! Anna!… Anna!… Anna!“ (Szene 2)
  - Romanze (Roberto): „Torna ai felici dì“ (Szene 2)
- Nr. 10. Große Szene: „Su!… Cammina!… Cammina!“ (Szene 2)
  - Finalduett (Anna/Roberto): „Tu dell’infanzia mia“ (Szene 3)
  - Chor: „Qui noi t’aspettiam, traditor…“ (Szene 4)

### Musik

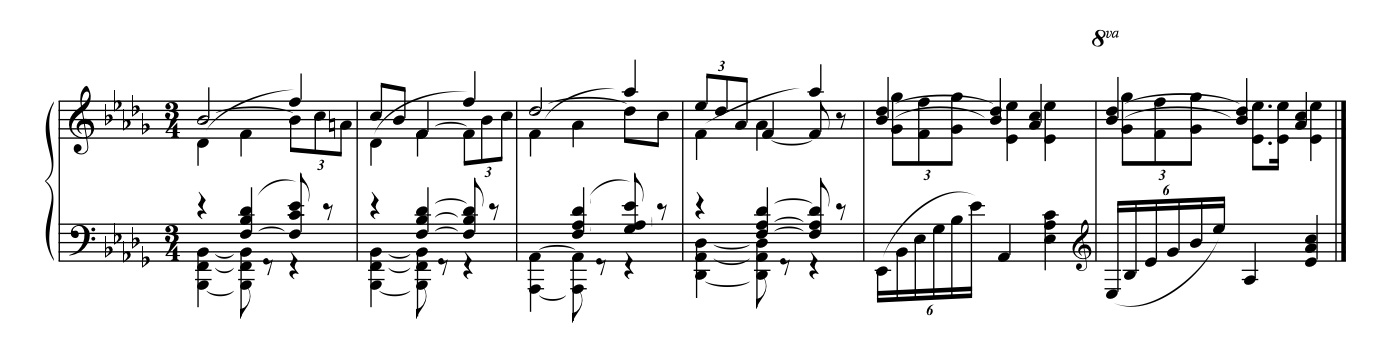
Torna ai felici dì

Formal handelt es sich bei Le Villi um eine Nummernoper. Die einzelnen in sich abgeschlossenen Stücke gehen allerdings ohne erkennbare Zäsuren ineinander über.
Bereits in dieser ersten Oper Puccinis wird sein Talent als Melodiker und Harmoniker deutlich. Schon hier ist sein typischer „melancholischer Tonfall“ zu vernehmen, wie z. B. in Robertos Romanze „Torna ai felici dì“ (zweiter Akt, Szene 2). Die vielen instrumentalen Stücke verweisen auf einen Einfluss französischer Musik wie der Jules Massenets. Hierauf deutet auch die Bezeichnung „opera ballo“ („Tanzoper“) hin, die Carlos Gomez bereits 1870 für seine Oper Il Guarany gewählt hatte. Konservative Kritiker warfen wohl in Bezug darauf Puccini vor, sich dem „Wagnerismo“ zugewandt zu haben. Weitere Einflüsse kommen von Amilcare Ponchielli, Alfredo Catalani (die bereits genannte Romanze Robertos) oder den französischen Komponisten Charles Gounod und Georges Bizet (die Tanzsätze). Die Orchestersoli sind wiederum von Massenet inspiriert, und die Schlussszene erinnert an Carl Maria von Webers Freischütz.
Wesentliche Bestandteile der Handlung finden außerhalb der eigentlichen Oper statt. Sie werden stattdessen in den beiden Intermezzi von einem Erzähler vorgetragen. Dieses Verfahren wurde in den nächsten Jahren auch von anderen Komponisten der Giovane Scuola angewandt, um schwer darstellbare Teile der Handlung oder des Seelenzustands einer Person zu erläutern oder eine besondere Stimmung zu erzeugen. Der Puccini-Spezialist Norbert Christen wies darauf hin, dass dies eine dramaturgische Schwäche von Le Villi sei. Julian Budden bemerkte zudem, dass es sich bei dem Werk weniger um ein Drama als um eine Erzählung handele. Ein Wechselspiel zwischen den einzelnen Charakteren fehle. Beispielsweise gebe es keine Reaktion auf die Trauer Guglielmos oder die Reue Robertos.

## Werkgeschichte
Giacomo Puccinis Opernerstling geht auf einen in der Zeitschrift Il teatro illustrato beworbenen Kompositionswettbewerb für Opern-Einakter zurück, mit dem der Verleger Edoardo Sonzogno im Frühjahr 1883 junge Komponisten fördern wollte. Der Komponist Amilcare Ponchielli ermutigte Puccini, daran teilzunehmen, und führte ihn auch mit dem Scapigliatura-Librettisten Ferdinando Fontana zusammen. Sie entschieden sich dafür, die deutsche Volkssage der Willis als Grundlage zu verwenden. Diese war bereits 1834 von Heinrich Heine in seinem Werk Elementargeister erwähnt und 1841 in dem Ballett Giselle von Jules Perrot und Jean Coralli mit Musik von Adolphe Adam mit großem Erfolg auf die Bühne gebracht worden. Die Oper basiert jedoch nicht auf dem Ballett, sondern auf der erstmals 1835 veröffentlichten Erzählung Les Willis von Alphonse Karr.
Puccini begann im September 1883 mit der Komposition und stellte sie fristgerecht zum 31. Dezember fertig. Doch erhielt er weder einen Preis noch eine lobende Erwähnung. Möglicherweise war die Partitur so hastig und unleserlich notiert worden, dass man sie nicht sorgfältig prüfen konnte. Puccini hatte das Werk auch dem Komponisten und Librettisten Arrigo Boito vorgelegt. Auf dessen Veranlassung und mit Unterstützung weiterer Freunde Puccinis wurde daraufhin eine Subskription gestartet, um die Oper am Mailänder Teatro dal Verme herauszubringen.
Die musikalische Leitung der dortigen Uraufführung am 31. Mai 1884 hatte Arturo Panizza. Es sangen Erminio Pelz (Guglielmo Wulf), Rosina Caponetti (Anna) und Antonio de Andrade (Roberto). Der Komponist Pietro Mascagni spielte Kontrabass im Orchester. Auch aufgrund der Leistung der Mitwirkenden war die Aufführung ein gewaltiger Erfolg. Der Corriere della Sera schrieb beispielsweise:

“Nella musica del giovane maestro lucchese c’è la franchezza della fantasia, ci sono frasi che toccano il cuore perché dal cuore devono essere uscite, e c’è una fattura delle più eleganti, delle più finite, a un punto tale che a quando a quando non pare di aver davanti a noi un giovane allievo, ma un Bizet, un Massenet.”

„Frische und Phantasie ist in der Musik des jungen Maestros, es gibt Phrasen, die rühren das Herz an, weil sie von Herzen kommen, und es gibt handwerkliches Können, elegant und so vollendet, daß wir von Zeit zu Zeit nicht einen jungen Studenten vor uns haben, sondern einen Bizet oder einen Massenet.“

Der Musikverleger Giulio Ricordi erwarb die Rechte an der Oper. Er überredete Puccini dazu, sie für die zweite Produktion, die am 26. Dezember 1884 zur Eröffnung der Karnevalsaison 1884 im Teatro Regio in Turin Premiere hatte, zu überarbeiten und den ursprünglich als „leggenda in due quadri“ bezeichneten Einakter auf zwei Akte zu erweitern. Puccini ergänzte dazu die Arie der Anna „Se come voi piccina“ (erster Akt, Szene 3), den Frauenchor im ersten Intermezzo und die große Tenorszene Robertos (zweiter Akt, Szene 2). Die Sopran-Arie am Ende erweiterte er zum Duett. Die neuen Stücke gelten heute als die bedeutendsten Nummern der Oper. In der Turiner Erstaufführung sang Agostino Gnaccarini die Partie des Guglielmo. Der Dirigent war Giovanni Bolzoni.
Für die nächste Aufführung am 24. Januar 1885 im Teatro alla Scala in Mailand (Anna: Romilda Pantaleoni, Guglielmo: Delfino Menotti; Dirigent: Franco Faccio) ergänzte Puccini die Romanze des Roberto „Torna ai felici dì“ (zweiter Akt, Szene 2). Somit entstand eine dritte Fassung des Werks. Die heute maßgebliche vierte Fassung erstellte Puccini für eine neue Aufführung im Teatro Dal Verme am 7. November 1889. Darin überarbeitete und kürzte er die „Scena drammatica“ (Nr. 9). Grove Music zufolge nahm er für eine Ausgabe von 1892 noch abschließende Änderungen vor.
Weitere wichtige Aufführungen waren:
- 1885 Bologna – Dirigent: Luigi Mancinelli; mit Ernestina Bendazzi-Secchi und Francesco Navarrini
- 1886 Buenos Aires
- 1886 Genua – Dirigent: Vittorio Mingardi
- 1887 Triest
- 1888 Neapel – Dirigent: Gialdino Gialdini; mit Fanny Torresella, Emilio De Marchi und Alfonso Mariani
- 1889 Brescia – Dirigent: Arturo Toscanini
- 1891 Pisa
- 1892 Hamburg – deutsche Erstaufführung in Anwesenheit Puccinis; Übersetzung: Ludwig Hartmann[6]; Dirigent: Theodor Hentschel[1] oder Gustav Mahler,[7] Regie: Franz Bittong; mit Katharina Klafsky und Gustav Seidel
- 1893 Frankfurt am Main
- 1893 Warschau
- 1895 Venedig, Teatro La Fenice – Dirigent: Arturo Toscanini
- 1896 Bologna – Dirigent: Arturo Toscanini; mit Angelica Pandolfini (Anna)
- 1897 Manchester, Comedy Theatre – englische Erstaufführung
- 1899 Rom – Dirigent: Leopoldo Mugnone; mit Camilla Pasini (Anna)
- 1908 New York, Metropolitan Opera – amerikanische Erstaufführung; zusammen mit Cavalleria rusticana; mit Frances Alda, Alessandro Bonci und Pasquale Amato; Dirigent: Arturo Toscanini
- 1944/45 Mailand, Teatro alla Scala – Gesamtaufführung aller Opern Puccinis zum Puccini-Gedenkjahr; Dirigent: Gino Marinuzzi; mit Mercedes Fortunati, Giacinto Prandelli und Giuseppe Manacchini
- 1954 Siena
- 1954 Spoleto
- 1955 London, Peter Jones Theatre
- 1960 London, Trinity College
- 1966 New York
- 1968 Buenos Aires, Teatro Colón – mit Giampiero Mastromei (Guglielmo)
- 1985 London, University College Opera
- 1988 Cultural Center New Brunswick
- 1972 Teatro Comunale di Bologna – Dirigent: Hans-Georg Ratjen; mit Mietta Sighele, Veriano Lucchetti und Mario Zanasi
- 1974 Treviso – zum Puccini-Gedenkjahr; Dirigent: Nino Sanzogno
- 1978 Festival Internacional de musica Castell de Peralada – Dirigent: José Collado; mit Montserrat Caballé, Juan Pons und Giuseppe Di Stefano (Erzähler)
- 1984 Lissabon, Teatro São Carlos – Dirigent: Ivo Cruz
- 1984 Torre del Lago – zum Puccini-Gedenkjahr, dort auch 1991; Dirigent: Reynald Giovaninetti; mit Lucetta Bizzi, Antonio Salvadori und Giorgio Merighi
- 1987 Triest, Teatro Giuseppe Verdi
- 1992 Bonn – mit Katia Ricciarelli (Anna)[7]
- 1997 Opernhaus Zürich – Inszenierung: Cesare Lievi; mit Mara Zampieri (Anna) und Gösta Winbergh (Roberto)[7]
- 2005 Wiener Staatsoper – zusammen mit Leoš Janáčeks Osud; Dirigentin: Simone Young; Inszenierung: Karoline Gruber; mit Krassimira Stoyanova, José Cura und Franz Grundheber[8]
- 2018 Maggio Musicale Fiorentino – auch DVD-Veröffentlichung[9]
- 2023 Staatstheater Mainz – zusammen mit Ruggero Leoncavallos Pagliacci; Dirigent: Daniel Montané, Inszenierung: Verena Stoiber[10]

## Aufnahmen
- 1952 – Paul Schmitz (Dirigent), Symphonie-Orchester des Hessischen Rundfunks Frankfurt, Chor des Hessischen Rundfunks Frankfurt.
 Kurt Gester (Guglielmo Wulf), Maud Cunitz (Anna), Sebastian Feiersinger (Roberto).
 Studio-Aufnahme; deutsche Fassung.
 Walhall WLCD 0182 (1 CD), Cantus Classics 500925 (2 CD).[11]:13878
- 1954 – Arturo Basile (Dirigent), Orchestra Sinfonica Nazionale della RAI Torino, Coro Filarmonico di Pesaro.
 Silvano Verlinghieri (Guglielmo Wulf), Elisabetta Fusco (Anna), Gianni Dal Ferro (Roberto).
 Studio-Aufnahme; Erstfassung; ohne Texte des Erzählers.
 Fonit Cetra CD: CDON 48, Warner Fonit 0927 43621-2 (1 CD), Cantus Classics 500925 (2 CD).[11]:13879
- Dezember 1967 – Myer Fredman (Dirigent), BBC Northern Symphony Orchestra, BBC Northern Singers.
 Delme Bryn-Johns (Guglielmo Wulf), Jacqueline Delman (Anna), John Mitchinson (Roberto), Ronald Harvi (Erzähler).
 Live, konzertant aus London(?); englische Fassung von David Harris.
 Oriel Music Society OMS 316 (2 CD).[11]:13880
- November 1967 – Juan Emilio Martini (Dirigent), Orchester und Chor des Teatro Colón Buenos Aires.
 Giampiero Mastromei (Guglielmo Wulf), Matilde de Lupka (Anna), Liborio Simonella (Roberto).
 Live aus Buenos Aires; ohne Sprechtexte(?).
 Omega Opera Archive 1294.[11]:13881
- 4. Februar 1972 – Hans-Georg Ratjen (Dirigent), Orchester und Chor des Teatro Comunale di Firenze.
 Mario Zanasi (Guglielmo Wulf), Mietta Sighele (Anna), Veriano Luchetti (Roberto).
 Live aus dem Teatro Comunale di Firenze.
 Opera d’Oro OPD 1474 (1 CD).[12]
- 1972 – Anton Guadagno (Dirigent), Orchester der Wiener Volksoper, Wiener Akademiechor.
 Matteo Manuguerra (Guglielmo Wulf), Adriana Maliponte (Anna), Barry Morell (Roberto), Giancarlo del Monaco (Erzähler).
 Studio-Aufnahme; Zweitfassung.
 RCA LP: RK 11 566/1-2(2).[11]:13882
- 1. März 1975 – Antonio Guarnieri (Dirigent).
 Maurizio Frusoni (Roberto).
 Live aus Mailand.[11]:13883
- Juni 1979 – Lorin Maazel (Dirigent), National Philharmonic Orchestra London, Ambrosian Opera Chorus.
 Leo Nucci (Guglielmo Wulf), Renata Scotto (Anna), Plácido Domingo (Roberto), Tito Gobbi (Erzähler).
 Studio-Aufnahme; Zweitfassung; vollständig.
 Opernwelt-CD-Tipp: „künstlerisch wertvoll“.[7]
 CBS CD: MK 76890, CBS LP: 76890.[11]:13884
- 1980(?) – Myer Fredman (Dirigent), Adelaide Symphony Orchestra, Adelaide Festival Chorale.
 James Christiansen (Guglielmo Wulf), Marilyn Richardson (Anna), David Parker (Roberto).
 Studio-Aufnahme; ohne Texte des Erzählers.
 Chandos ABR 1019 (1 LP).[11]:13885
- Juli/August 1994 – Bruno Aprea (Dirigent), Orchestra Internazionale d’Italia, Bratislava Sluk Chamber Chorus.
 Stefano Antonucci (Guglielmo Wulf), Nana Gordaze (Anna), José Cura (Roberto), Massimo Foschi (Erzähler).
 Live aus Martina Franca; vollständig.
 Nuova Era CD: 7218 (2 CD).[11]:13886
- 1995 – Marcus R. Bosch (Dirigent), Orchester und Kammerchor der Staatlichen Musikhochschule Heidelberg-Mannheim.
 Peter Parsch (Guglielmo Wulf), Melanie Diener (Anna), Alejandro Ramírez (Roberto), Annegret Müller (Erzähler).
 Live aus Ludwigshafen.[11]:13887
- 7. Mai 1997 – Bruno Bartoletti (Dirigent), Chor und Orchester des Opernhaus Zürich.
 Giorgio Zancanaro (Guglielmo Wulf), Mara Zampieri (Anna), Gösta Winbergh (Roberto).
 Live aus Zürich.[11]:13888
- 20. Mai 2000 – Daniele Giulio Moles (Dirigent), Orchestra Filarmonica Marchigiana, Coro Lirico Marchigiano V. Bellini.
 Massimiliano Fichera (Guglielmo Wulf), Sonia Corsini (Anna), Salvatore Ragonese (Roberto).
 Live aus dem Teatro dell’Aquila in Fermo; ohne Texte des Erzählers.
 Nicolo NIC 1035 (1 CD).[11]:13890
- 2001 – Mario Majnaric (Dirigent), Orchester des Teatro Colón Buenos Aires.
 Alberto Cazes (Guglielmo Wulf), Adelaide Negri (Anna), Gustavo López Manzilli (Roberto), Sebastiano de Filippi (Erzähler).
 Live aus Buenos Aires; Texte des Erzählers auf Spanisch.
 New Ornamenti NOM 204 (1 CD).[11]:13889[13]
- März 2001 – Carlo Palleschi (Dirigent), Orchestra della Fondazione I.C.O. Tito Schipa di Lecce, Coro Lirico „Mario del Monaco“.
 Antonio Stragapeda (Guglielmo Wulf), Katia Ricciarelli (Anna), Valter Borin (Roberto), Pippo Baudo (Erzähler).
 Video; live aus Lecce.
 Kikko Classics 1 CD, Kikko KC 067. ICD (1 DVD).[11]:13891
- 28. Februar 2002 – Marco Guidarini (Dirigent), Orchestre Philharmonique de Radio France, Chœurs du Radio France.
 Ludovic Tézier (Guglielmo Wulf), Melanie Diener (Anna), Aquiles Machado (Roberto), Sylvie David (Erzähler).
 Live, konzertant aus Paris.
 Naive V 4958 (1 CD).[11]:13892
- 31. Juli 2004 – Pál Tamás (Dirigent), Orchestra Filarmonica Mediterranea.
 Andrea Rola (Guglielmo Wulf), Halla Margrét Árnadóttir (Anna), Albert Montserrat (Roberto).
 Video; live aus den Grandi Termi der Villa Adriana Rom(?).
 Encore DVD 2201.[14]
- 18. August 2004 – Gabor Hollerung (Dirigent), Erno Dohnanyi Symphonic Orchestra, Chorus of the Choir Society of the Hungarian Academy of Science, Men’s Choir of the Ensemble of the Hungarian Army.
 Martin Bobjak (Guglielmo Wulf), Fatime Szolnoki (Anna), George Oniani (Roberto).
 Live vom Zemplen Arts Festival aus Sárospatak.[11]:13893
- März 2007 – Riccardo Frizza (Dirigent), Orchester und Chor des Teatro Carlo Felice Genua.
 Gabriele Viviani (Guglielmo Wulf), Fiorenza Cedolins (Anna), José Cura (Roberto).
 Live, konzertant aus Genua.
 Premiere Opera 2594-1 (1 CD).[11]:13894
- 12. April 2017 – Miguel Ángel Gómez Martínez (Dirigent), RTVE Symphony Orchestra, RTVE Chorus.
 Vladimir Chernov (Guglielmo Wulf), Carmen Solís (Anna), Leonardo Caimi (Roberto).
 Live, konzertant aus dem Teatro Monumental in Madrid.
 Live-Übertragung im Radio Clásica des RTVE.[15]
- 2018 – Mark Elder (Dirigent), London Philharmonic Orchestra, Opera Rara Chorus.
 Brian Mulligan (Guglielmo Wulf), Ermonela Jaho (Anna), Arsen Soghomonyan (Roberto).
 Rekonstruktion der einaktigen Urfassung Le Willis sowie zwei nachkomponierte Arien.
 Opera Rara ORC 59 (CD).[16]
- 25. Oktober 2018 – Marco Angius (Dirigent), Francesco Saponaro (Regie), Chiara Aversano (Kostüme), Pasquale Mari (Licht), Susanna Sastro (Choreografie), Orchester und Chor des Maggio Musicale Fiorentino, La Compagnia Nuovo Balletto di Toscana.
 Elia Fabbian (Guglielmo Wulf), Maria Teresa Leva (Anna), Leonardo Caimi (Roberto), Tony Laudadio (Erzähler).
 Video; live aus Florenz.
 Dynamic DYN-57840 (DVD), DYN-37840 (Blu-ray).[9]